# Rory Gallagher (musikalbum)
Rory Gallagher är den irländska bluesmusikern Rory Gallaghers debutalbum som soloartist. Det gavs ut 1971, året efter att Gallagher lämnade gruppen Taste.
Albumet nådde 32: plats på UK Albums Chart.

## Låtlista
Samtliga låtar skrivna av Rory Gallagher, om annat inte anges.
1. "Laundromat" - 4:38
2. "Just the Smile" - 3:41
3. "I Fall Apart" - 5:12
4. "Wave Myself Goodbye" - 3:30
5. "Hands Up" - 5:25
6. "Sinner Boy" - 5:04
7. "For the Last Time" - 6:35
8. "It's You" - 2:38
9. "I'm Not Surprised" - 3:37
10. "Can't Believe It's True" - 7:16
Bonusspår på 1999 års cd-utgåva
11. "Gypsy Woman" (Muddy Waters) - 4:02
12. "It Takes Time" (Otis Rush) - 3:34